# Liten vaxblomma
Liten vaxblomma (Cerinthe minor) är en strävbladig växtart. Enligt Catalogue of Life ingår Liten vaxblomma i släktet vaxblommor och familjen strävbladiga växter, men enligt Dyntaxa är tillhörigheten istället släktet vaxblommor och familjen strävbladiga växter. Arten förekommer tillfälligt i Sverige, men reproducerar sig inte.

## Underarter
Arten delas in i följande underarter:
- C. m. auriculata
- C. m. cleiostoma
- C. m. minor

## Bildgalleri

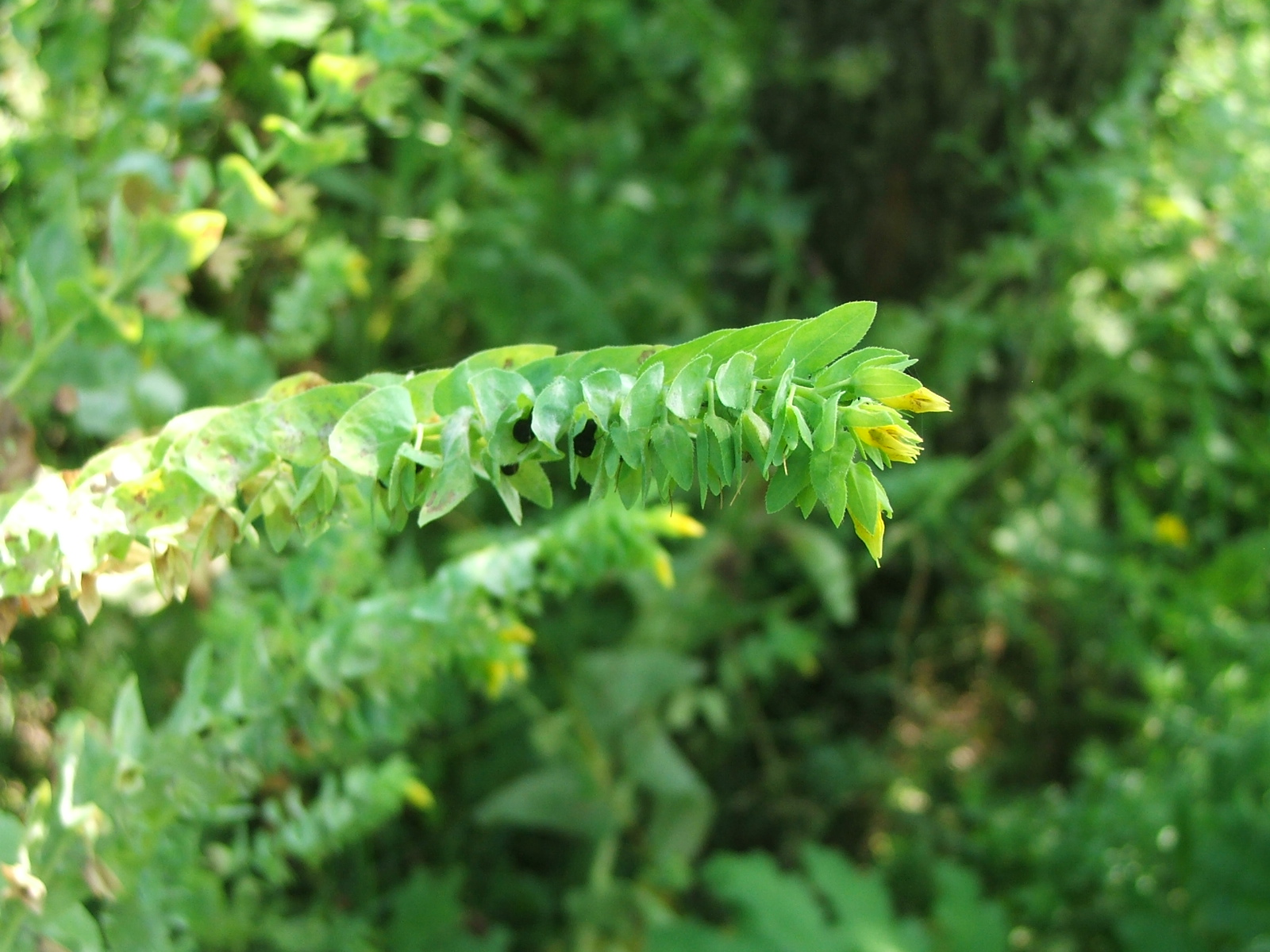
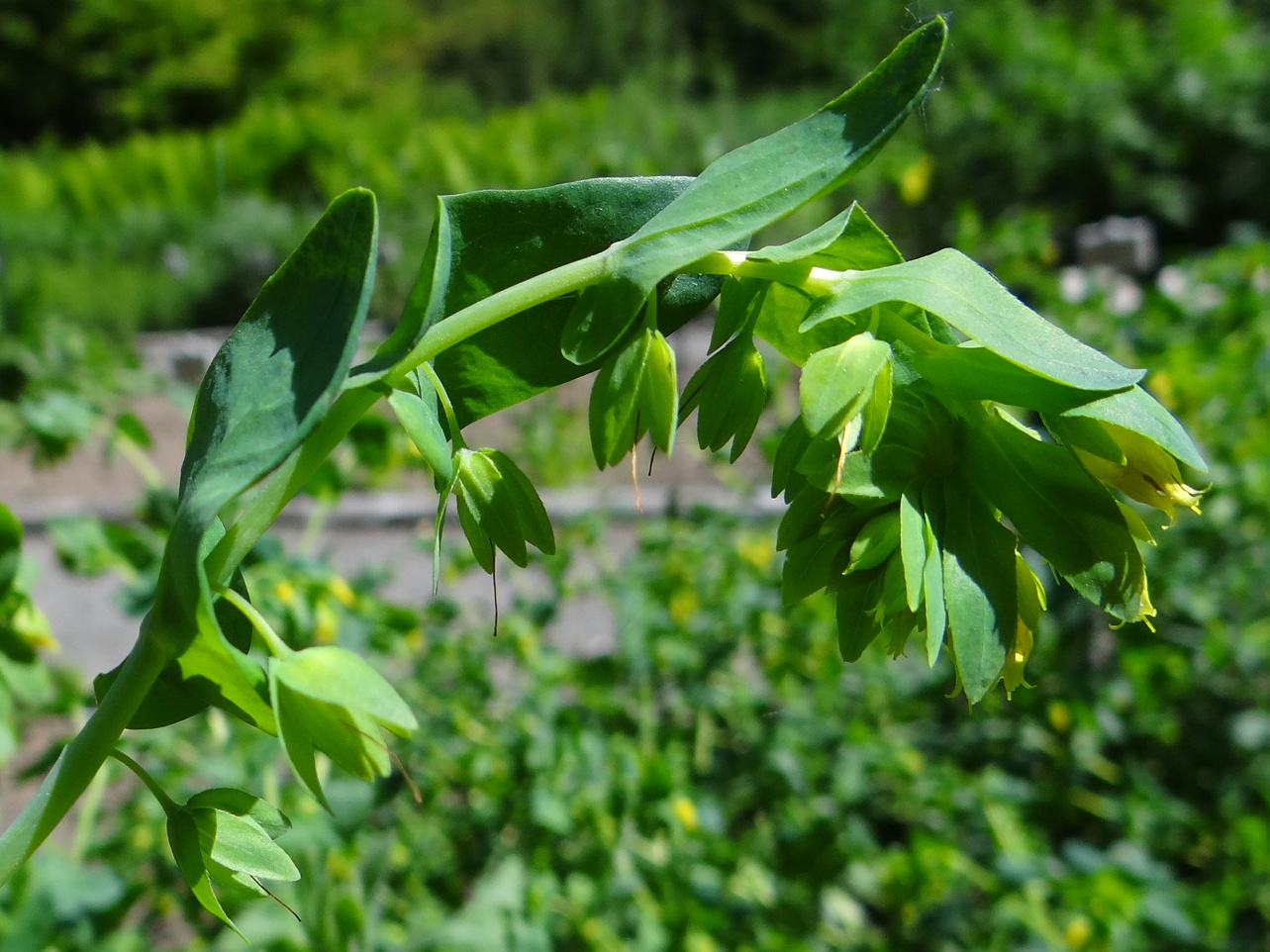
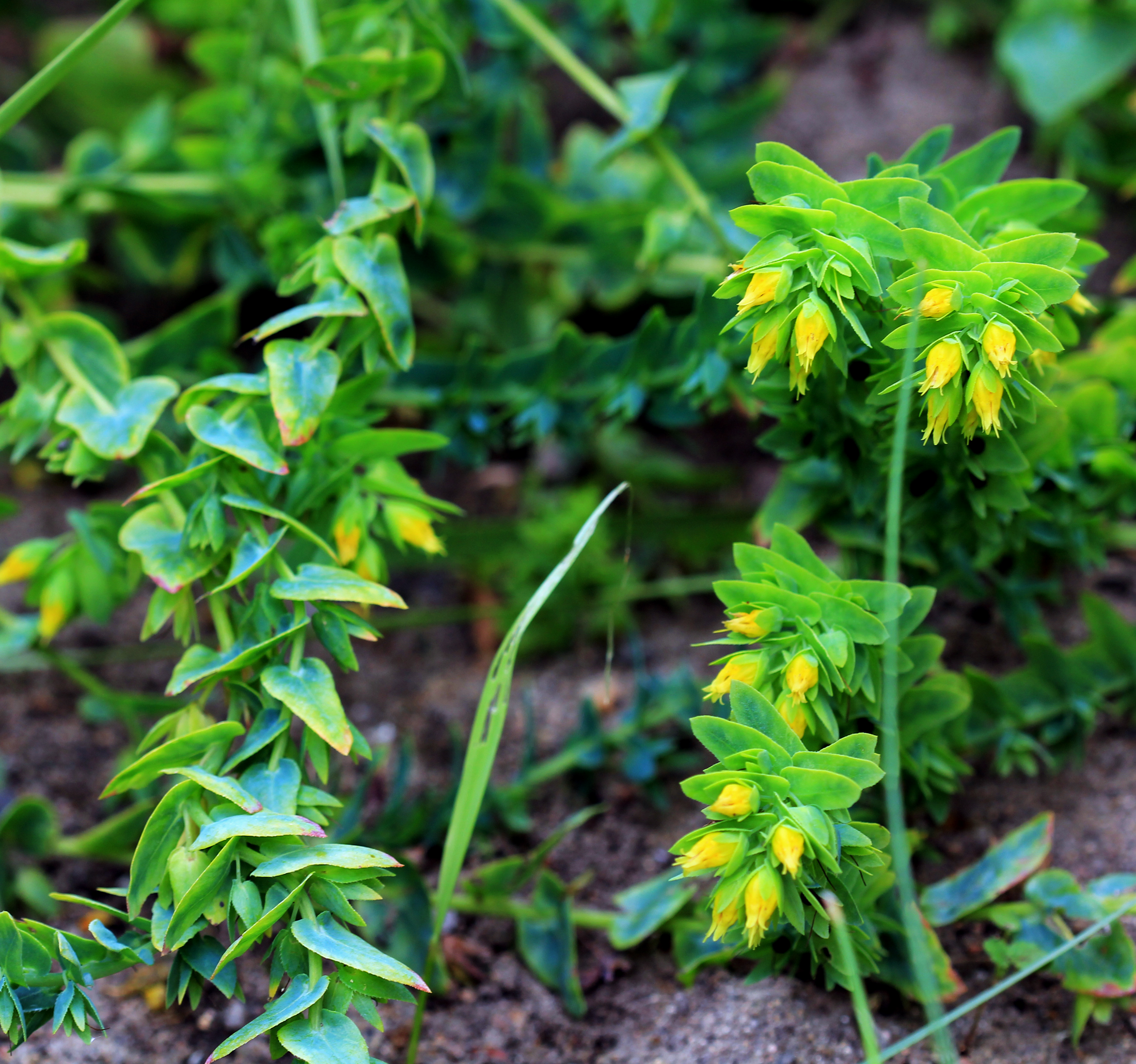
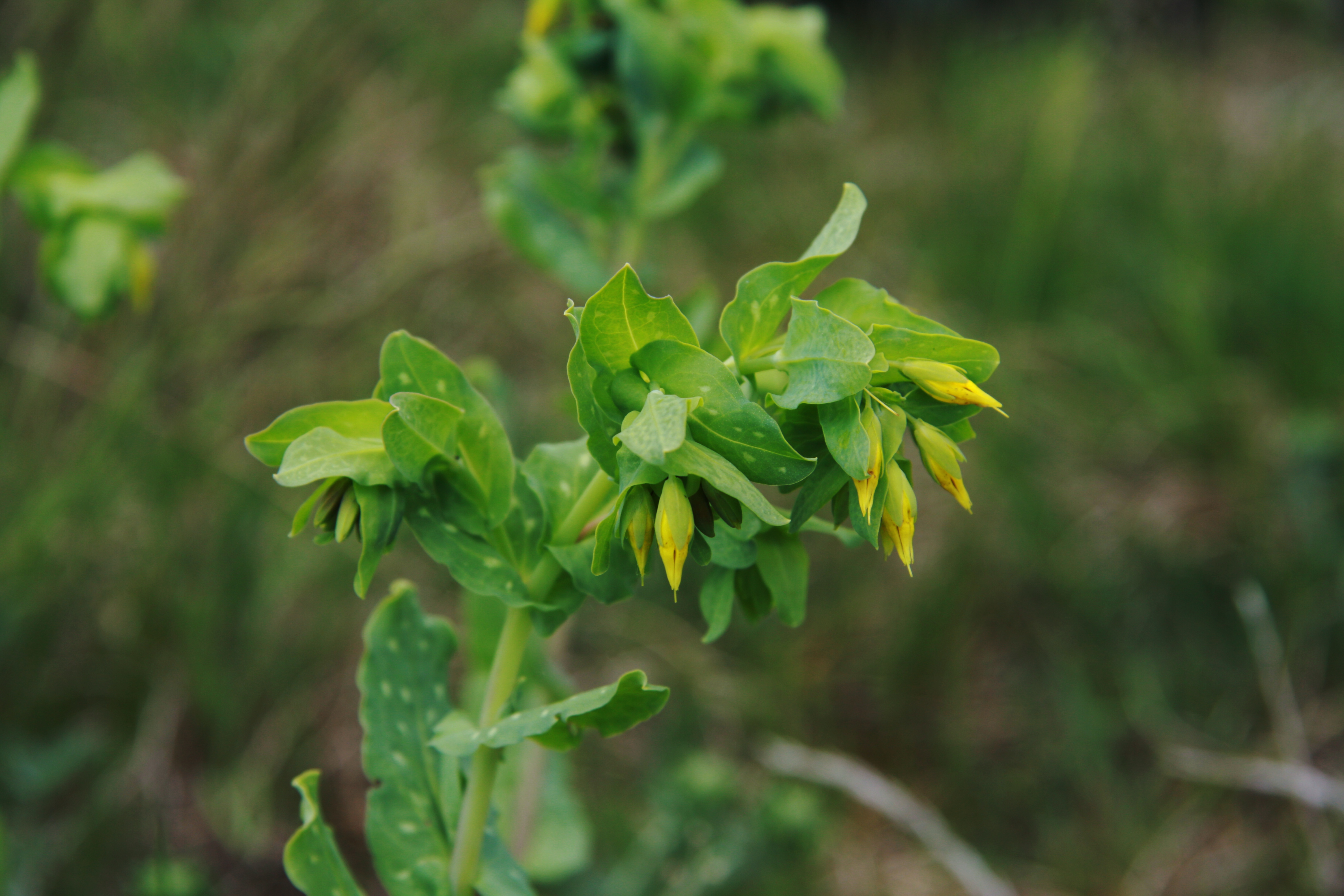
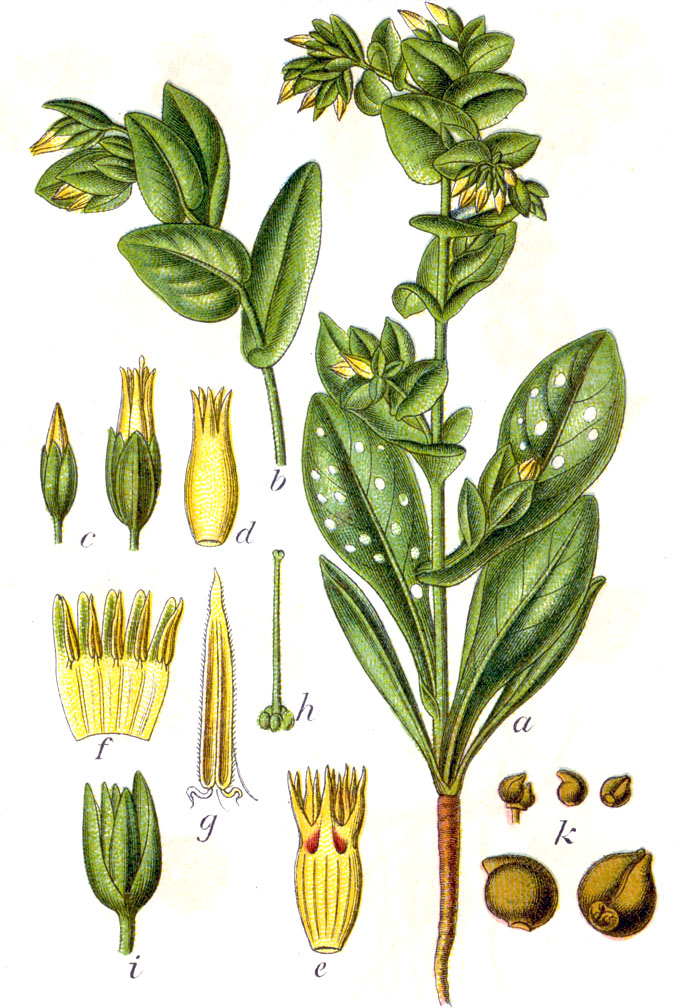